# Monika Szczęsna
Monika Szczęsna (ur. 20 grudnia 1987) – polska lekkoatletka, sprinterka, biegaczka na 100 m, 200 m, 400 m i 4 × 400 m, reprezentantka Polski. 

## Kariera
Początkowo specjalizowała się w biegu na 100 metrów i biegu na 200 metrów, a od 2013 również w biegu na 400 metrów.
Dwukrotna brązowa medalistka młodzieżowych mistrzostw Polski w biegu na 100 m i 200 m w 2009. 
Jest brązową medalistką halowych mistrzostw Europy z 2015 z Pragi w sztafecie 4 × 400 metrów, która biegła w składzie:Joanna Linkiewicz, Małgorzata Hołub, Monika Szczęsna i Justyna Święty. 
Złota medalistka w sztafecie 4 × 400 metrów podczas letniej uniwersjady w 2015 w Gwangju Mistrzostwa Świata Studentów (w składzie Małgorzata Hołub, Monika Szczęsna, Joanna Linkiewicz, Justyna Święty).   
Halowa mistrzyni Polski w sztafecie 4 × 200 metrów z 2015, a także wicemistrzyni Polski w sztafecie 4 × 400 metrów z 2013 i 2014 oraz brązowa medalistka w sztafecie 4 × 100 metrów z 2011 i w sztafecie 4 × 400 metrów w 2015. 
Brązowa medalistka w sztafecie mieszanej (1200+400+800+1600 m – Katarzyna Broniatowska, Monika Szczęsna, Angelika Cichocka, Sofia Ennaoui) podczas zawodów IAAF World Relays (mistrzostw świata sztafet) rozgrywanych w 2015 na Bahamach.
Rezerwowa sztafety 4 x 400 metrów podczas Halowych Mistrzostw Świata w Portland w 2016. 
Rekordy życiowe:
| Konkurencja                  | Data i miejsce             | Wynik |
| ---------------------------- | -------------------------- | ----- |
| bieg na 60 metrów (hala)     | 25 lutego 2012, Spała      | 7,56  |
| bieg na 100 metrów (stadion) | 20 czerwca 2009, Łódź      | 11,79 |
| bieg na 200 metrów (stadion) | 22 lipca 2014, Sosnowiec   | 23,76 |
| bieg na 200 metrów (hala)    | 7 lutego 2015, Spała       | 24,49 |
| bieg na 400 metrów (stadion) | 14 czerwca 2015, Bydgoszcz | 52,81 |
| bieg na 400 metrów (hala)    | 14 lutego 2015, Wiedeń     | 53,78 |